# Isadora Duncan

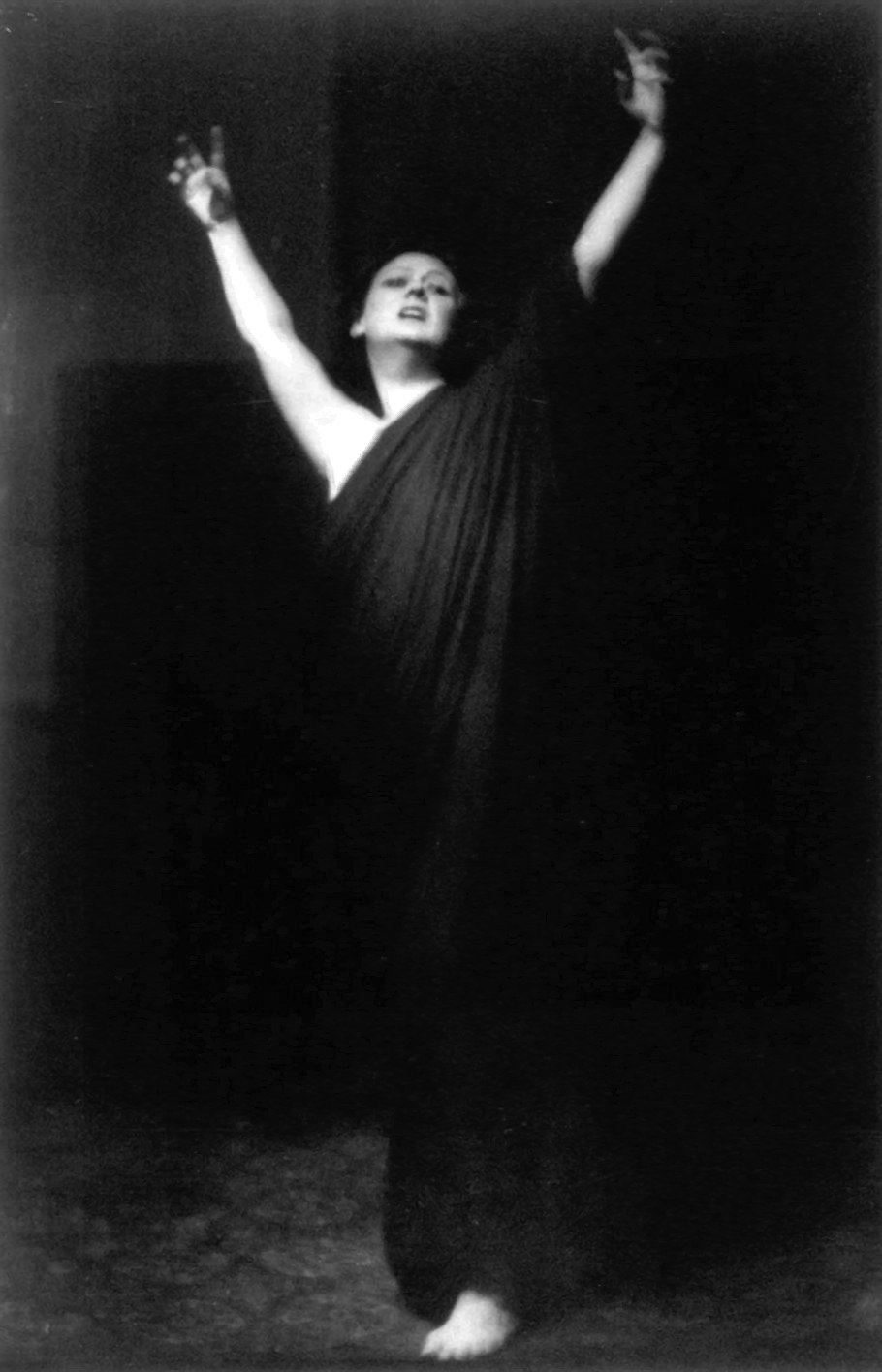
Isadora Duncan i USA omkring 1915–1918.

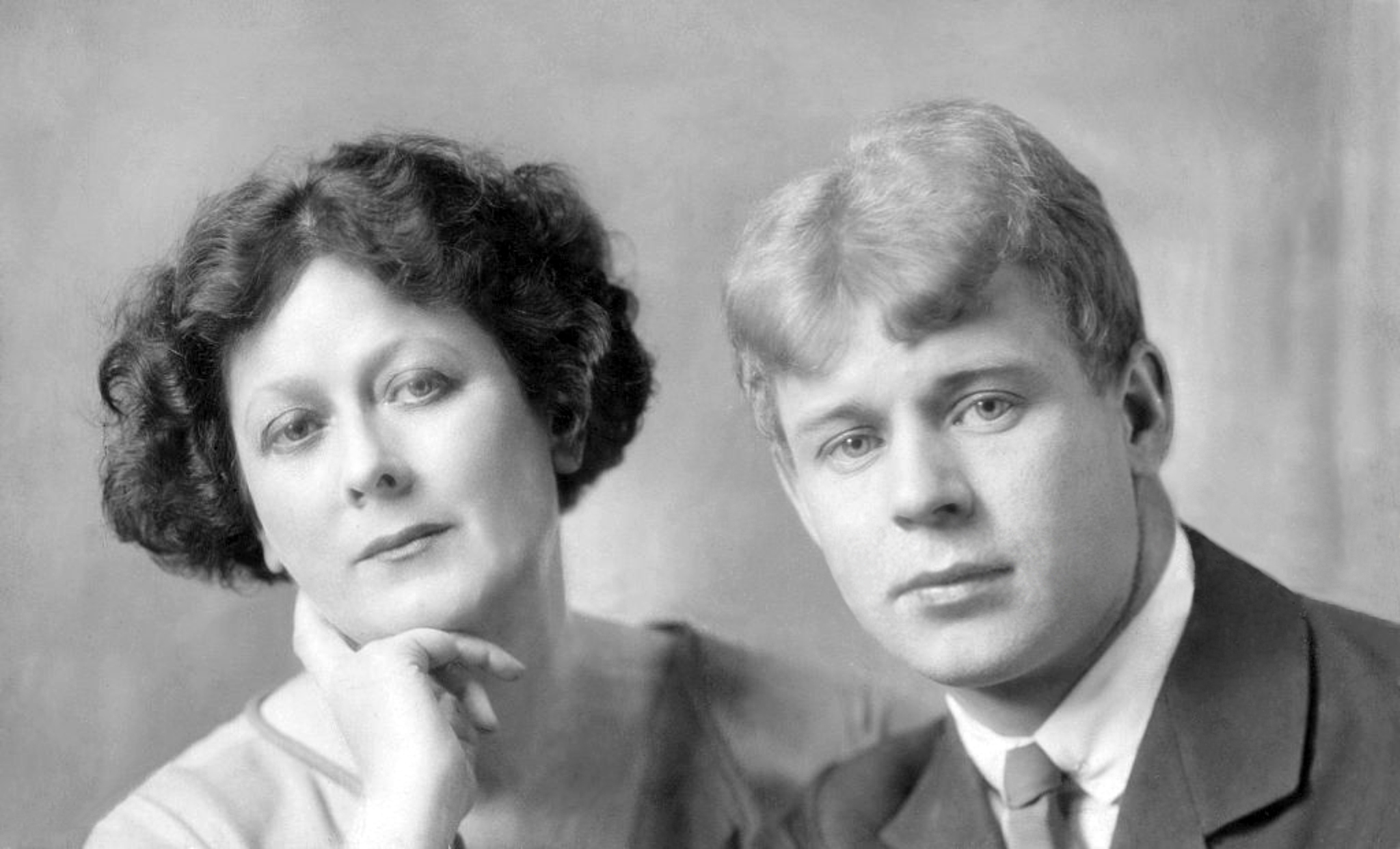
Isadora Duncan och den ryske författaren Sergej Jesenin, som hon var gift med åren 1922–1923.

Angela Isadora Duncan, född 26 maj 1877 eller 27 maj 1878 i San Francisco, Kalifornien, död 14 september 1927 i Nice, Frankrike, var en amerikansk dansös. Duncan räknas som en av den moderna dansens pionjärer.

## Biografi

### Uppväxt och framgång
Isadora Duncan föddes i San Francisco 1877 eller 1878. Man tror att det rätta årtalet är det senare, men födelsebeviset som hittades 1976 säger 1877. Hon var ett av fyra syskon och de växte upp i relativ fattigdom med sin mor som var musiklärare. Duncan började undervisa när hon var fem år gammal, då hon samlade alla småflickor i grannskapet och lärde dem att göra rörelser med sina armar som liknade rörelsen av havsvågor. 
Efter barndomen tog Duncans drömmar henne till Chicago och New York men hennes succé var begränsad. Därför bestämde hon sig för att resa till Europa med sin familj för att uppfylla artisteriet. De hade det tämligen fattigt, men hon sade:
| ”                | To dance is to live. What I want is a school of life. | „ |
| – Isadora Duncan |                                                       |   |

Hon uppträdde med växlande framgång i Paris (1903), Budapest, Florens, Berlin, Sankt Petersburg (1905), Stockholm (1906), USA (1908–1922) och i Moskva (1921). Hon utgav 1903 Tanz der Zukunft. Hennes självbiografi Mitt liv (My Life) utkom 1927, på svenska i Märta Lindqvists översättning på Gebers förlag 1929.
Isadora Duncan ville åstadkomma en återupplivning av den gammalgrekiska kördansen. Duncan dansade med antika vasbilder och reliefer som förebild, barfota och ofta endast iklädd en tunn grekisk tunika, vilken en tid, särskilt i Tyskland, föranledde mycken "barfotadans". Det ryska balettdramat påverkades även av Duncans dansteorier.
Duncan var dansteoretiker och kritiker av det moderna samhället, kultur och utbildning. Hon var också en förkämpe för kampen om kvinnors rättigheter och förverkligandet av poesi i vardagen. Isadora spårade danskonsten tillbaka till sina rötter som en helig konst. Hon utvecklade nya och fria och naturliga rörelser som var inspirerade av grekisk konst, folkdanser, sociala danser, naturen och naturkrafter.
Isadora Duncan inspirerade andra moderna dansare under sin tid till att skapa sina egna stilar. Detta var den största påverkan hennes dans hade; det var hon som grundade konsten att nå ut i nya riktningar, att söka efter nya och spännande uttrycksformer och inspiration. Med löst sittande kläder, nakna fötter och utsläppt hår skapade Duncan ny livskraft till dansen med hjälp av bålen som ger kraft för alla rörelser. Isadora Duncan är hyllad för uppfinnandet av vad som senare kom att kallas för modern dans.

### Dramatiskt liv
Isadora Duncan var en frigjord kvinna för sin tid. Hennes första långa förhållande hade hon med den berömde scenografen Edward Gordon Craig. Han var hennes livslånga vän och far till hennes dotter Deirdre. Fadern till hennes andra barn, Patrick, var miljonären Paris Singer som finansierade skolan som hon alltid drömt om. Rysslands regering gav också Isadora en skola. 
Duncan inspirerades av den bolsjevikiska revolutionen och skapade en av sina mest kända danser; "The Marche Slav", för det ryska folket. 
Båda hennes barn (6 och 2 år gamla) och deras barnflicka omkom i en olycka, då deras bil rullade ner i Seine i Paris. År 1921 mötte Duncan poeten Sergej Jesenin och gifte sig med honom, trots att hon lovat att förbli ogift och trots att han var femton år yngre än hon var. Men deras äktenskap slutade 1923, när Jesenin lämnade Isadora och snart därefter begick självmord.
Isadora avled, när hennes långa scarf blev intrasslad i ekrarna i ett av hjulen på hennes nya Amilcar (som hon hade givit smeknamnet "Bugatti", vilket gör att det ofta omnämns att detta var en Bugatti) sportbil. Hon ströps omedelbart; enligt uppgift blev hon nästan dekapiterad av åtstramningen av scarfen. 
Duncan är begravd på Père-Lachaise-kyrkogården i Paris. Trots sin tidiga död fortsatte hon att inspirera nya dansare. Teckningar, målningar och fotografier vittnar om hennes inflytande över modern konst.

## I populärkultur
1968 regisserade Karel Reisz den biografiska filmen Isadora. Titelrollen spelades av Vanessa Redgrave, för vilken hon nominerades till en Oscar för bästa kvinnliga huvudroll.